# Lijst van spelers van FC Tokyo
Deze lijst omvat voetballers die bij de Japanse voetbalclub FC Tokyo spelen of gespeeld hebben. De namen van de spelers zijn alfabetisch gerangschikt.

## A
- Noboyuki Abe
- Takumi Abe
- Yoshiro Abe
- Shingo Akamine
- Tetsuya Asano
- Satoru Asari
- Vlada Avramov

## B
- Yuta Baba
- Bruno
- Nathan Burns

## C
- Cabore

## D
- Yoichi Doi

## E
- Edmilson
- Emerson
- Taishi Endo
- Evaldo

## F
- Ryuji Fujiyama
- Takashi Fukunishi

## G
- Shuichi Gonda

## H
- Naotake Hanyu
- Aria Jasuru Hasegawa
- Kento Hashimoto
- Yohei Hayashi
- Keigo Higashi
- Ryo Hiraide
- Daishi Hiramatsu
- Sota Hirayama
- Ryotaro Hironaga
- Daisuke Hoshi

## I
- Reiichi Ikegami
- Masahiko Inoha
- Naohiro Ishikawa
- Isao Iwabuchi

## J
- Hyun-Soo Jang
- Jean
- Takuya Jinno

## K
- Kenichi Kaga
- Akira Kaji
- Yohei Kajiyama
- Jo Kanazawa
- Nobuo Kawaguchi
- Ryoichi Kawakatsu
- Hiroki Kawano
- Kelly
- Yusuke Kondo
- Yasuyuki Konno
- Shuto Kono
- Taishi Koyama
- Ryuki Kozawa
- Ryoichi Kurisawa

## L
- Tadanari Lee
- Lucas

## M
- Kazuya Maeda
- Shunsuke Maeda
- Yuichi Maruyama
- Tadatoshi Masuda
- Tatsuya Masushima
- Masatoshi Matsuda
- Riku Matsuda
- Naoto Matsuo
- Toshihiro Matsushita
- Hirotaka Mita
- Fumitake Miura
- Masashi Miyazawa
- Teruyuki Moniwa
- Kota Morimura
- Masato Morishige
- Kenta Mukuhara
- Yoshinori Muto

## N
- Yuto Nagatomo
- Hokuto Nakamura
- Sota Nakazawa
- Lassad Nouioui
- Jade North
- Hideyuki Nozawa

## O
- Kota Ogi
- Masashi Oguro
- Kosuke Ota
- Yohei Otake
- Hideaki Ozawa

## P
- Pedro Júnior

## R
- Ricardinho
- Roberto
- Rychely

## S
- Hideki Sahara
- Santiago Salcedo
- Sandro Brazil
- Yukihiko Sato
- Yong Duk-Seo
- Takahiro Shibasaki
- Kentaro Shigematsu
- Kohei Shimoda
- Hitoshi Shiota
- Kenji Suzuki
- Norio Suzuki
- Tatsuya Suzuki

## T
- Hideto Takahashi
- Daiki Takamatsu
- Sotan Tanabe
- Mitsuhiro Toda
- Satoshi Tokizawa
- Yuhei Tokunaga

## U
- Osamu Umeyama

## Y
- Kim Young-gwon

## V
- Vergne
- Nemanja Vučićević

## W
- Paulo Wanchope
- Kazuma Watanabe

## Y
- Kosuke Yatsuda
- Tatsuya Yazawa
- Takuji Yonemoto
- Kazunori Yoshimoto